# Paul Muteau
Paul Jules Henri Muteau (Chalon-sur-Saône, 30 giugno 1854 – Parigi, 21 dicembre 1927) è stato un generale francese, che durante la prima guerra mondiale fu comandante del XI e I Corpo d'armata. Insignito della Gran croce della Legion d'onore.

## Biografia
Nacque a Chalon-sur-Saône il 30 giugno 1854, figlio di Charles e di Charlotte Sophie Mathilde Jobard. Nel 1873 entro nella École spéciale militaire de Saint-Cyr (promozione Archiduc d'Albert) uscendone nel 1875 con il grado di sottotenente assegnato all'arma di cavalleria in forza al 23º Reggimento dragoni. Fu promosso colonnello il 12 ottobre 1901, e il 26 dicembre 1905 fu nominato comandante della 3ª Brigata di cavalleria d'Algeria e della subdivisione del Sétif. Promosso generale di brigata il 28 gennaio 1906, fu comandante della 2ª Brigata ussari dal 25 gennaio 1908 e della 2ª Brigata di cavalleria d'Algeria e della subdivisione del Tlemcen dal 12 marzo 1908. Il 20 dicembre 1910 fu promosso generale di divisione e assunse il comando delle forze di cavalleria d'Algeria. Il 26 settembre 1911 assunse il commando della 30ª Divisione fanteria e delle subdivisioni delle regioni di Nîmes, d'Avignone, di Privas e di Pont-Saint-Etienne. Il 22 giugno 1912 fu nominato comandante della divisione di Algeri. Dopo lo scoppio della Grande Guerra, il 2 agosto 1914 assunse il comando della 38ª Divisione fanteria (composta da zuavi e tirailleus algerini), e un mese dopo, il 4 settembre, fu gravemente ferito dallo scoppio di un proiettile di obice a est di Montmirail. Fu citato all'ordine del giorno dell'esercito il 29 ottobre 1914,e nominato grande ufficiale della Legion d'onore il 20 novembre. Dopo il suo ritorno in servizio, il 13 febbraio 1915 fu nominato comandante della 92ª Divisione fanteria territoriale. Messo in disponibilità tre giorni dopo, l'11 giugno assunse il comando della 18ª Regione militare e il 14 dello stesso mese della 126ª Divisione fanteria.
Il 19 dicembre 1916 passò al comando del raggruppamento DE,e poi, dal 27 gennaio 1917 dell'XI Corpo d'armata. Il 25 gennaio 1917 fu nominato comandante del I Corpo d'armata, e il 29 dello stesso mese citato nuovamente all'ordine del giorno dell'esercito. Messo in riserva il 12 aprile,  assunse il comando della 8ª Regione militare di Bourges il 10 maggio 1917. Il 10 luglio 1917 fu elevato alla dignità di gran croce della Legion d'onore, e il 25 dicembre 1918 fu posto definitivamente nella sezione della riserva. Si spense a Parigi, presso il XVII arrondissement, il 21 dicembre 1927.
Il Prix Général-Muteau, nato dall'omonima fondazione, è un antico premio storico, creato nel 1938 e assegnato ogni anno dall'Académie française.

### Fonti
1. 1 2 3  Wattel, Wattel 2009, p. 303.
2. ↑  Geneanet.
3. 1 2 3 4 5 6 7 8 9 10 11 12 13 14 15 16 17 18 19 20 21 22 23 24 25  Leonore.
4. ↑  Academie francaise.
5. ↑  Valormilitarytimes.